# VESA Display Power Management Signaling
VESA Display Power Management Signaling (DPMS) は、グラフィックスカードからディスプレイに対して電源管理を行うために VESA が制定した標準である。
DPMSは、コンピュータがしばらく操作されていない場合に、モニタを省電力モードに移行させる規格であり、アメリカ環境庁のエナジースター仕様に基づいて制定されている。 
具体的には、垂直同期信号(V-sync)と水平同期信号(H-sync)の有無の組み合わせにより、ディスプレイの省電力モードを規定する。
以下に規定された4つのモードを示す。
|           | Normal | Standby | Suspended | Off |
| --------- | ------ | ------- | --------- | --- |
| H-sync    | on     | off     | on        | off |
| V-sync    | on     | on      | off       | off |
| Power use | 100%   | <80%    | <30W      | <8W |